# Vulcões de Lama
Vulcões de Lama é o último romance de Camilo Castelo Branco, publicado em 1886. O autor esperava que viesse a ter tanto êxito como A Brasileira de Prazins, o livro que o precedera, mas tal não veio a acontecer. 
O romance narra a história de dois casais, na presença de um pessimismo social e humano, possível consequência da cegueira que começava a afligir o autor. 